# Alexander Fischer (Historiker)
Alexander Fischer (* 24. Januar 1933 in Thum; † 24. Juni 1995 in Friedrichsdorf) war ein deutscher Historiker.

## Leben
Ab 1951 war Fischer Neulehrer an der Grundschule in Annaberg-Buchholz. 1955 übersiedelte er in die Bundesrepublik Deutschland. An der Eberhard Karls Universität Tübingen studierte er ab 1956 Geschichte, Politikwissenschaft, Philosophie und Germanistik. Sein besonderes Interesse galt schon damals der Osteuropäischen, der Neueren und der Zeitgeschichte. Nach der Promotion 1964 wurde er wissenschaftlicher Assistent  bei Klaus Zernack am Seminar für Osteuropäische Geschichte der Johann Wolfgang Goethe-Universität Frankfurt am Main und Lehrbeauftragter (1967–1972). 1969 hielt er sich zu einem Studienaufenthalt in der Tschechoslowakei auf. 1972 wurde er in Frankfurt Professor für Osteuropäische Geschichte. Von 1986 bis 1995 war er Lehrstuhlinhaber und Direktor des Seminars für Osteuropäische Geschichte der  Rheinischen Friedrich-Wilhelms-Universität Bonn. Ab 1992 war er zwei Jahre lang Gründungsdirektor des  Hannah-Arendt-Instituts für Totalitarismusforschung in Dresden.

## Gremien
- Mitglied des Arbeitskreises für vergleichende Deutschlandforschung des Bundesministeriums für innerdeutsche Beziehungen (1976–1978)
- Mitglied des wissenschaftlichen Beirats (Arbeitskreis Forschungsförderung) des Bundesministeriums für innerdeutsche Beziehungen (1978–1990)
- Mitglied des Direktoriums des  Bundesinstituts für ostwissenschaftliche und internationale Studien in Köln (ab 1981)
- Leiter der Fachgruppe Geschichtswissenschaft der Gesellschaft für Deutschlandforschung (1984)
- Mitglied und Vorsitzender des wissenschaftlichen Beirats des  Militärgeschichtlichen Forschungsamts in Freiburg (1988)
- Mitglied der Kommission für das Ostkolleg und des wissenschaftlichen Beirats der Bundeszentrale für politische Bildung (seit 1990)
- Mitglied der Evaluierungskommission des Wissenschaftsrats für die historischen Akademieinstitute in Ost-Berlin (1990)
- Stellvertretender Vorsitzender des Göttinger Arbeitskreises (1989–1991)
- Mitglied des wissenschaftlichen Beirats des  Instituts für Zeitgeschichte in München
- Mitglied der Enquete-Kommission „Aufarbeitung von Geschichte und Folgen der SED-Diktatur“

## Ehrungen
- Bundesverdienstkreuz am Bande (1989)[2]

## Veröffentlichungen
- Russische Sozialdemokratie und bewaffneter Aufstand im Jahre 1905. Wiesbaden 1967.
- Politik, Strategie und Rüstung in der Sowjetunion. Bernhard und Graefe, München 1977.
- Russland, Deutschland, Amerika. Festschrift für Fritz T. Epstein zum 80. Geburtstag. Franz Steiner Verlag, Wiesbaden 1978.
- Entmilitarisierung und Aufrüstung in Mitteleuropa 1945–1956. E.S. Mittler & Sohn, Herford/Bonn 1983.
- Die Deutschlandfrage und die Anfänge des Ost-West-Konfliktes 1945–1949. Duncker & Humblot, Berlin 1984.
- Der militärische Widerstand gegen Hitler und das NS-Regime 1933–1945. E.S. Mittler & Sohn, Herford/Bonn 1984.
- mit Adolf Karger: Politische Weltkunde. Die Sowjetunion. Stuttgart 1985.
- mit Maria Haendcke-Hoppe-Arndt: Auf dem Weg zur Realisierung der Einheit Deutschlands. Duncker & Humblot, Berlin 1992.
- Studien zur Geschichte der SBZ, DDR. Duncker & Humblot, Berlin 1993.
- mit Manfred Wilke: Probleme des Zusammenwachsens im wiedervereinigten Deutschland. Duncker & Humblot, Berlin 1994.
- mit Günther Heydemann: Die politische „Wende“ 1989/90 in Sachsen – Rückblick und Zwischenbilanz. Böhlau Verlag, Weimar/Köln/Wien 1995.

## Herausgeber
- Teheran, Jalta, Potsdam. Köln 1968, 3. Auflage 1985.
- Sowjetische Außenpolitik seit 1945. Stuttgart 1973.
- Sowjetische Deutschlandpolitik im Zweiten Weltkrieg 1941–1945. Stuttgart 1975.
- Ploetz, die Deutsche Demokratische Republik. Daten – Fakten – Analysen. Freiburg im Breisgau 1988.
- Geschichtswissenschaft in der DDR. Bd. 1: Historische Entwicklung, Theoriediskussion und Geschichtsdidaktik, Berlin 1989. Bd. 2 (mit Günther Heydemann): Vor- und Frühgeschichte bis neueste Geschichte, Berlin 1990.
- Wiederbewaffnung in Deutschland nach 1945. Berlin 1986.
- Schriften des Hannah-Arendt-Instituts für Totalitarismusforschung, Bd. 1. Dresden 1995.
- Dokumente zur Deutschlandpolitik (Mitherausgeber). München 1992 ff.
- mit Manfred Agethen, Günter Buchstab (Hrsg.): Die CDU in der sowjetisch besetzten Zone, DDR 1945–1952. St. Augustin 1994.